# Superpuchar Łotwy w piłce nożnej
Superpuchar Łotwy w piłce nożnej (łot. Latvijas Superkauss) – trofeum przyznawane zwycięskiej drużynie meczu rozgrywanego pomiędzy aktualnym Mistrzem Łotwy oraz zdobywcą Pucharu Łotwy w danym sezonie (jeżeli ta sama drużyna wywalczyła zarówno mistrzostwo, jak i Puchar kraju - to jej przeciwnikiem zostaje wicemistrz). Rozgrywki odbywały się jedynie w roku 2013.

## Historia
W sezonie 2013 odbył się pierwszy oficjalny mecz o Superpuchar Łotwy. Pierwszy pojedynek rozegrano 9 marca 2013 roku. W tym meczu FK Daugava pokonał 4:1 Skonto FC. Druga edycja Superpucharu miała zostać rozegrana 8 marca 2014 roku między mistrzem 2013 oraz zdobywcą Pucharu Łotwy 2012/13 FK Ventspils a wicemistrzem ligi 2013 Skonto FC. Mecz został przełożony na nieznany termin.

## Format
Mecz o Superpuchar Łotwy rozgrywany jest przed rozpoczęciem każdego sezonu. W przypadku remisu po upływie regulaminowego czasu gry przeprowadza się dogrywka. Jeżeli i ona nie wyłoni zwycięzcę, to od razu zarządzana jest seria rzutów karnych.

## Zwycięzcy i finaliści
| FK Ventspils \| Sezon \| K \| K \| T \| Zwycięzca \| Wynik \| Finalista \| Data, miejsce \| Uwagi \| \| Superpuchar Łotwy (łot. Latvijas Superkauss) \| \| \| \| \| \| \| \| \| \| 2013 \| \| \| 1 \| FK Daugava \| 4:1 \| Skonto FC \| 9.03.2013, Celtnieks, Dyneburg, 600 \| \| \| 2014 \| \| \| \| \| \| \| 8.03.2014 \| mecz pomiędzy FK Ventspils i Skonto FC nie rozegrano \| |   |   |   |            |       |           |                                     |                                                      |
| Sezon | K | K | T | Zwycięzca  | Wynik | Finalista | Data, miejsce                       | Uwagi                                                |
| Superpuchar Łotwy (łot. Latvijas Superkauss) |   |   |   |            |       |           |                                     |                                                      |
| 2013 |   |   | 1 | FK Daugava | 4:1   | Skonto FC | 9.03.2013, Celtnieks, Dyneburg, 600 |                                                      |
| 2014 |   |   |   |            |       |           | 8.03.2014                           | mecz pomiędzy FK Ventspils i Skonto FC nie rozegrano |

Uwagi:

- wytłuszczono i kursywą oznaczone zespoły, które w tym samym roku wywalczyły mistrzostwo i Puchar kraju (dublet),
- wytłuszczono zespoły, które zdobyły mistrzostwo kraju,
- kursywą oznaczone zespoły, które zdobyły Puchar kraju.

## Statystyka

### Klasyfikacja według klubów
W dotychczasowej historii finałów o Superpuchar Łotwy na podium oficjalnie stawało w sumie 2 drużyny. Liderem klasyfikacji jest FK Daugava, która zdobyła trofeum 1 raz.
Stan na 31.05.2022. 
| Lp. | Klub      | Zdobywca | Finalista  | Zwycięskie sezony | Przegrane finały |   |   |      |  |
| --- | --------- | -------- | ---------- | ----------------- | ---------------- | - | - | ---- |  |
| Lp. | Klub      | 1.       | FK Daugava | Zwycięskie sezony | Przegrane finały | 1 | 0 | 2013 |  |
| 2.  | Skonto FC | 0        | 1          |                   | 2013             |   |   |      |  |

### Klasyfikacja według miast
Stan na 31.05.2022.
| Miasto   | Liczba tytułów | Kluby          |
| -------- | -------------- | -------------- |
| Dyneburg | 1              | FK Daugava (1) |

### Klasyfikacja według kwalifikacji
| Tytuł                  | Zwycięstw | Finałów |
| ---------------------- | --------- | ------- |
| Mistrz Łotwy           | 1         | 0       |
| Zdobywca Pucharu Łotwy | 0         | 1       |